# Napoli Trip
Napoli Trip è un album in studio del musicista italiano Stefano Bollani, pubblicato nel 2016.

## Tracce
1. 'Nu quarto 'e luna
2. Maschere
3. Vicoli
4. Il valzer del cocciolone
5. Lo choro di Napoli
6. Il bel Ciccillo
7. Apparentemente
8. Putesse essere allero
9. 'O sole mio
10. Quel che si diventa
11. Napoli's Blues
12. 'O guappo 'nnamurato
13. Guapparia 2000
14. Sette
15. Reginella